# 제니퍼 페이지
제니퍼 페이지(Jennifer Paige, 1973년 9월 3일 ~ )는 미국의 싱어송라이터이다.